# CI Games
A CI Games (korábban: City Interactive) egy varsói székhelyű lengyel videójátékfejlesztő cég. Története 2002-ig nyúlik vissza, amikor a Lemon Interactive egyesült két, szintén lengyel játékfejlesztő céggel. Egyaránt készítenek játékokat Windowsra, Xbox 360, PlayStation 3 és Nintendo Wii konzolokra. Legismertebb termékük a Sniper: Ghost Warrior sorozat.
A CI Games központja Varsóban található, de emellett működik fejlesztőirodája Rzeszów-ban, Katowice-ben, Bydgoszcz-ban, Poznań-ban, valamint rendelkezik helyi irodával Romániában, Bukarestben; Németországban; az Egyesült Királyságban, Londonban; valamint az USA-ban is.
Magyarországon a Rossz PC játékok-sorozat hozott neki ismeretséget, hiszen több általa kiadott vagy fejlesztett játék is bemutatásra került rossz minőségük miatt.

City Interactive-nak szokása volt, hogy több játékát különböző nevek alatt adta ki. Maluch Racer-t helyenként "Streets Racer" néven árulták.

## Játékok

### Lemon Interactive-ként
- Nina: Agent Chronicles
- Project Earth: Starmageddon

### City Interactive-ként
- Alien Rage
- Armed Forces Corp.
- Art of Murder: FBI Confidential
- Art of Murder 2: Hunt for the Puppeteer
- Art of Murder 3: Cards of Destiny
- Art of Murder 4: The Secret Files
- Art of Murder 5: Deadly Secrets
- Battlestrike: Force of Resistance
- Battlestrike: Road To Berlin
- Battlestrike: Shadow Of Stalingrad
- Battlestrike: The Siege
- Battlestrike: Western and Eastern Front All In One
- Battlestrike: Call to Victory
- Beauty Factory
- Brain College: Ancient Quest of Saqqarah
- Chicken Riot
- Chronicles of Mystery: The Scorpio Ritual
- Chronicles of Mystery: Curse of the Ancient Temple
- Chronicles of Mystery: The Tree of Life
- Chronicles of Mystery: The Legend of the Sacred Treasure
- Chronicles of Mystery: Secret of the Lost Kingdom
- Code of Honor: The French Foreign Legion
- Code of Honor 2: Conspiracy Island
- Code of Honor 3: Desperate Measures
- Code of Honor: Compilation
- Combat Wings
- Combat Wings: Battle of Britain
- Crime Lab: Body of Evidence
- Dogfight 1942
- Enemy Front
- Farm Frenzy
- Hidden Target
- I Love Beauty: Hollywood Makeover
- Jet Storm
- Jewels of the Tropical Lost Island
- Logic Machines
- Lords of the Fallen
- Operation Thunderstorm
- Redneck Kentucky And The Next Generation Chickens
- SAS: Secure Tomorrow
- Smash Up Derby
- Sniper: Art of Victory
- Sniper: Ghost Warrior
- Sniper: Ghost Warrior 2
- Special Forces
- Sushi Academy
- Tank Combat
- The Chickenator
- The Hell In Vietnam
- The Mystery of the Mary Celeste
- The Royal Marines Commando
- Terrorist Takedown
- Terrorist Takedown: Covert Operations
- Terrorist Takedown: Payback
- Terrorist Takedown: War in Colombia
- Terrorist Takedown 2
- Terrorist Takedown 3
- Vampire Moon: The Mystery of the Hidden Sun
- Wings of Honour
- Wings of Honour: Battles of the Red Baron
- Wolfschanze II
- WWII: Pacific Heroes

### Csak kiadóként
(Zárójelben a fejlesztő(k))
- Pirate Hunter (ND games és D10 Soft)
- Pyroblazer (Candella Studios és Eipix)
- Marine Sharpshooter 3 (Groove és Jarhead Games)
- Dusk 12: Deadly Zone (Orion Games )
- Dark Sector (PC port) (Digital Extremes)
- Alcatraz (Silden)
- Farm Frenzy (Nintendo DS Port, Alawar Entertainment )
- Red Ocean (Collision Studios )
- MotorM4X: Offroad Extreme (Easy Company )
- Terrorist Takedown: Conflict In Mogadishu (Jarhead Games)
- Battlestrike: Call to Victory (Groove és Jarhead Games)
- Battlestrike: Secret Weapons (Groove és Direct Action Games)
- The Heat of War (Groove és Direct Action Games)
- Close Quarters Conflict (Groove és Direct Action Games)
- Wolfschanze 1944 (Calaris)
- Bet On Soldier: Blood Of Sahara, kiegészítőcsomag Bet On Soldier: Blood Sport-hez (Kylotonn)
- Bet On Soldier: Black-Out Saigon, kiegészítőcsomag Bet On Soldier: Blood Sport-hoz (Kylotonn)
- The Stalin Subway 2 (Orion Games)
- Project Freedom ( Merscom)
- Hidden Target (Gingerbread Studios)
- Overspeed: High Performance Street Racing (Groove és Invictus Games)
- Specnaz 2 (BYTE Software)
- World Of Goo (dobozos verzió)
- BreakQuest (dobozos verzió)

## Fordítás
- Ez a szócikk részben vagy egészben  a   City Interactive című angol Wikipédia-szócikk ezen változatának fordításán alapul.  Az eredeti cikk szerkesztőit annak laptörténete sorolja fel. Ez a jelzés csupán a megfogalmazás eredetét és a szerzői jogokat jelzi, nem szolgál a cikkben szereplő információk forrásmegjelöléseként.